# Typhlodromus pyri
Typhlodromus pyri är en spindeldjursart som beskrevs av Scheuten 1857. Typhlodromus pyri ingår i släktet Typhlodromus och familjen Phytoseiidae. Inga underarter finns listade i Catalogue of Life.